# Tour de Berna
El Tour de Berna (en alemán: Berner-Rundfahrt) son varias carreras ciclistas suizas disputadas en el Cantón de Berna.  
La primera, la masculina profesional, fue creada en 1920 bajo el nombre de Tour du Nord-Ouest de la Suisse (Tour del Noroeste de Suiza) y se pasó a llamar Tour de Berna a partir de 1992. El Tour du Nord-Ouest de la Suisse fue disputado originariamente por corredores élites profesionales y amateurs. A partir de 1968 fueron creadas las pruebas para categoría sub-23, juniors y amateurs; y en 1979 la prueba femenina.
Con la creación de los Circuitos Continentales UCI en 2005 la prueba masculina profesional formó parte del UCI Europe Tour, dentro de la categoría 1.1. Desapareció al año siguiente. En 2008, se creó una carrera para menores de 23 años cuyo primer año también fue profesional formando parte del UCI Europe Tour dentro de la categoría 1.2U (última categoría del profesionalismo limitada a corredores sub-23). Posteriormente ha sido completamente amateur. Además en 2008 se creó la femenina sub-19 y en 2011 la masculina sub-19.

## Palmarés
| Año                               | Ganador             | Segundo                  | Tercero                                    |
| --------------------------------- | ------------------- | ------------------------ | ------------------------------------------ |
| Tour du Nord-Ouest de la Suisse   |                     |                          |                                            |
| 1920                              | Heiri Suter         | Hermann Gehrig           | Charles Martinet                           |
| 1921                              | Heiri Suter         | Max Suter                | Jean Martinet                              |
| 1922                              | Heiri Suter         | Jean-Baptiste Mosselmans | Lucien Rich                                |
| 1923                              | Heiri Suter         | Henri Reymond            | Kastor Notter                              |
| 1924                              | Charles Guyot       | Henri Reymond            | Max Suter                                  |
| 1925                              | Kastor Notter       | Heiri Suter              | Kaspar Schneider                           |
| 1926                              | Albert Blattmann    | Alfred Saccomani         | Otto Lehner                                |
| 1927                              | Hans Kaspar         | Otto Lehner              | Kaspar Schneider                           |
| 1928                              | Georg Antenen       | Albert Meyer             | Eugen Schlegel                             |
| 1929                              | Heiri Suter         | Ludwig Geyer             | Albert Meyer                               |
| 1930                              | Georg Antenen       | Heiri Suter              | Alfred Rüegg                               |
| 1931                              | Ernst Meier         | Ernst Hofer              | Alfred Bula                                |
| 1932                              | Hermann Müller      | Turel Wanzenfried        | Georg Antenen                              |
| 1933                              | Georg Antenen       | Albert Büchi             | Alfred Büchi                               |
| 1934                              | Walter Blattmann    | Alfred Bula              | Fritz Müller                               |
| 1935                              | Alfred Bula         | Carlo Romanatti          | Hans Martin                                |
| 1936                              | Theo Heimann        | Werner Buchwalder        | Karl Steger                                |
| 1937                              | Karl Wyss           | Hans Martin              | Ernst Nievergelt                           |
| 1938                              | Karl Litschi        | Robert Zimmermann        | Walter Blattmann                           |
| 1939                              | Theo Perret         | Hans Martin              | Edgar Buchwalder                           |
| 1940 edición no realizada         |                     |                          |                                            |
| 1941                              | Paul Egli           | Hans Maag                | Ferdinand Kübler                           |
| 1942                              | Edgar Buchwalder    | Hans Knecht              | Werner Jaisli                              |
| 1943                              | Ferdinand Kübler    | Walter Diggelmann        | André Hardegger                            |
| 1944 edición no realizada         |                     |                          |                                            |
| 1945                              | Hans Maag           | Ferdinand Kübler         | Walter Diggelmann                          |
| 1946                              | Osvaldo Bailo       | Hans Knecht              | Willy Kern                                 |
| 1947                              | Hans Knecht         | Leo Weilenmann           | Oscar Plattner                             |
| 1948                              | Ernst Stettler      | Roger Aeschlimann        | Hans Knecht                                |
| 1949                              | Ferdinand Kübler    | Gottfried Weilenmann     | Leo Weilenmann                             |
| 1950                              | Oscar Plattner      | Ernst Stettler           | Emilio Croci Torti                         |
| 1951                              | Cesare Zuretti      | Walter Reiser            | Fritz Schär                                |
| 1952                              | Hans Sommer         | Hans Nötzli              | Robert Bintz                               |
| 1953                              | Remo Pianezzi       | Fritz Schär              | Fritz Zbinden                              |
| 1954                              | Fritz Schär         | Ferdinand Kübler         | Max Schellenberg                           |
| 1955                              | Hans Hollenstein    | Ernst Rudolf             | Eugen Kamber                               |
| 1956                              | Fausto Lurati       | Jean-Claude Grèt         | Attilio Moresi                             |
| 1957                              | Germain Derycke     | Ernst Traxel             | René Minder                                |
| 1958                              | Heinz Müller        | Giuseppe Barale          | Kurt Gimmi                                 |
| 1959                              | Hans Hollenstein    | Toni Graeser             | Walter Favre                               |
| 1960                              | René Strehler       | Alfred Rüegg             | Attilio Moresi                             |
| 1961                              | Alfred Rüegg        | Raymond Reisser          | Gilbert Salvador                           |
| 1962                              | Rolf Graf           | Rolf Maurer              | Robert Lelangue                            |
| 1963                              | Rudolf Hauser       | Fredy Dubach             | Rolf Maurer                                |
| 1964                              | Jos Hoevenaers      | René Binggeli            | Kurt Gimmi                                 |
| 1965                              | Robert Lelangue     | Luciano Sambi            | Giancarlo Ferretti                         |
| 1966                              | Horst Oldenburg     | Danilo Ferrari           | Renato Bongioni                            |
| 1967                              | Peter Abt           | Hans Jünkermann          | Auguste Girard                             |
| 1968                              | Peter Hill          | Peter Glemser            | Jacques Cadiou Fernand Etter Willy Spuhler |
| 1969                              | Louis Pfenninger    | Peter Abt                | Herbert Wilde                              |
| 1970                              | Leo Duyndam         | Winfried Bölke           | Arie den Hartog                            |
| 1971                              | Erich Spahn         | Maurice Dury             | Willy De Geest                             |
| 1972                              | Erich Spahn         | Harrie Jansen            | Jürgen Tschan                              |
| 1973 edición no realizada         |                     |                          |                                            |
| 1974                              | Roland Salm         | Frans Van Beeck          | Stefan Marti                               |
| 1975                              | Roland Salm         | Marc Meernhout           | Gianni Di Lorenzo                          |
| 1976                              | René Savary         | Geert Malfait            | Roland Salm                                |
| 1977                              | Simone Fraccaro     | Giuseppe Saronni         | Giovanni Battaglin                         |
| 1978                              | Eddy Verstraeten    | Bruno Wolfer             | Gody Schmutz                               |
| 1979                              | Gody Schmutz        | Ennio Vanotti            | Erwin Lienhard                             |
| 1980                              | Rudy Colman         | Serge Parsani            | Mario Beccia                               |
| 1981                              | Rudy Pevenage       | Yvan Lamote              | Sigmund Hermann                            |
| 1982                              | Erich Maechler      | Gilbert Glaus            | Eric McKenzie                              |
| 1983 edición no realizada         |                     |                          |                                            |
| 1984                              | Sean Kelly          | Philippe Leleu           | Claude Criquielion                         |
| 1985                              | Urs Freuler         | Hans Daams               | Jürg Bruggmann                             |
| 1986                              | Stefan Joho         | Jürg Bruggmann           | Kim Andersen                               |
| 1987                              | Philippe Chevallier | Thomas Wegmüller         | Richard Trinkler                           |
| 1988                              | Urs Freuler         | Michael Wilson           | Jean-Philippe Vandenbrande                 |
| 1989                              | Mauro Gianetti      | Thomas Wegmüller         | Niki Rüttimann                             |
| 1990                              | Thomas Wegmüller    | Rolf Järmann             | Frank van den Abeele                       |
| 1991                              | Serge Baguet        | Benny Van Brabant        | Andréi Chmil                               |
| Tour de Berna                     |                     |                          |                                            |
| 1992                              | Erich Maechler      | Fabian Jeker             | Laurent Dufaux                             |
| 1993                              | Erik Zabel          | Éric Caritoux            | Jan Nevens                                 |
| 1994                              | Andreas Kappes      | Pascal Richard           | Frank Vandenbroucke                        |
| 1995                              | Luca Scinto         | Pascal Richard           | Michel Lafis                               |
| 1996                              | Beat Zberg          | Felice Puttini           | Michele Coppolillo                         |
| 1997                              | Michael Andersson   | Christian Henn           | Giuseppe Di Grande                         |
| 1998                              | Markus Zberg        | Oscar Camenzind          | Simone Leporatti                           |
| 1999                              | Andrea Ferrigato    | Niki Aebersold           | Oscar Camenzind                            |
| 2000                              | Lukas Zumsteg       | Marcel Strauss           | Christian Weber                            |
| 2001                              | Danilo Hondo        | Roman Peter              | Uwe Straumann                              |
| 2002                              | Kim Kirchen         | Mauro Gianetti           | Laurent Paumier                            |
| 2003                              | Fabian Cancellara   | Bruno Dreyer             | Marc Kerker                                |
| 2004                              | Alexandr Usov       | Roman Peter              | Sascha Urweider                            |
| 2005                              | René Weissinger     | Giampaolo Cheula         | Alexandre Moos                             |
| 2006                              | Gilbert Obrist      | Maurizio Anzalone        | Alexandr Pliuschin                         |
| 2007                              | Stefan Trafelet     | Marco Jimenez            | Hai Jun Ma                                 |
| 2008                              | Jarosław Marycz     | Guillaume Bonnafond      | Arnaud Godet                               |
| ediciones amateur                 |                     |                          |                                            |
| 2009                              | Michael Bär         | René Murpf               | Bernhard Oberholzer                        |
| 2010                              | Ki Ho Choi          | Daniel Teklehaimanot     | Roger Beuchat                              |
| 2011                              | Pirmin Lang         | Natnael Berhane          | Mirco Saggiorato                           |
| 2012                              | Silvan Dillier      | Marcel Aregger           | Edouard Lauber                             |
| 2013                              | Marcel Wyss         | Sébastien Reichenbach    | Rémi Cusin                                 |
| 2014                              | Matthias Brändle    | Simon Zahner             | Pirmin Lang                                |
| 2015                              | Tom Bohli           | Antonio Parrinello       | Andrea Pasqualon                           |
| 2016                              | Enrico Salvador     | Danilo Celano            | Edouard Lauber                             |
| 2017                              | Filippo Fortin      | Bram Welten              | Fabian Lienhard                            |
| 2018 edición no realizada         |                     |                          |                                            |
| 2019                              | Stefan Bissegger    | Henok Mulubrhan          | Fabian Lienhard                            |
| 2020-2021 ediciones no realizadas |                     |                          |                                            |
| 2022                              | Simon Vitzthum      | Lukas Rüegg              | Brieuc Rolland                             |
| 2023                              | Arnaud Tendon       | Marcel Wyss              | Lukas Rüegg                                |
| 2024                              | Diego Casagrande    | Christoph Janssen        | Luca Jenni                                 |

Notas:
- Las ediciones desde la 2009 a la 2012 fueron amateur, el resto de ediciones fueron profesionales
- La edición 2003 no fue realizada, pero fue reemplazada por un Critérium para profesionales[8]

## Palmarés por países
| País         | Victorias |
| ------------ | --------- |
| Suiza        | 64        |
| Bélgica      | 7         |
| Alemania     | 7         |
| Italia       | 6         |
| Reino Unido  | 1         |
| Países Bajos | 1         |
| Irlanda      | 1         |
| Francia      | 1         |
| Suecia       | 1         |
| Luxemburgo   | 1         |
| Bielorrusia  | 1         |
| Polonia      | 1         |
| Hong Kong    | 1         |
| Austria      | 1         |